# 木村万里
木村 万里（きむら まり、1948年 -  ）は、演芸ライブプロデューサー・お笑いライター・編集者。女性。

## 略歴
富山県生まれ、大阪育ち。ひとりっ子。 
20歳で立川談志の落語に衝撃を受け、上京。上京後、久保田宣伝研究所（現宣伝会議）を経てコピーライター・フリーライターとして活動。落語を中心としたお笑い関係のコラムを新聞・雑誌に多数執筆。
立川志の輔のライブに携わり、「まり共和国」「絹産業」「渦産業」などの名義で、小スペースでの自主企画の会を定期的に開催。成城ホールや北沢タウンホールや清瀬けやきホールでの落語会の企画、(株)夢空間の落語会の制作にも携わる。ライブを大切にして培われた独自の選択眼とすみずみまで思いの行き届いた会は、出演者と通好みの観客の信頼を得ていた。玉川奈々福は「万里さんは、道なき道を単独で歩む『まつろわぬ』芸人を応援してきた」と評している。
2019年～2020年ごろから活動を休止。

## 主な活動
- 花王名人劇場 小冊子・書籍編集[5][1] [6]＊立川談志から山本益博を紹介されて、そのつながりで仕事に携わった。
- 雑誌「東京かわら版」編集[7]（創刊～平成初期）
- 「柳昇ギャルズ」中心メンバー
- 「けしかけ女の会」名義で立川談志「やらせろ」レコードを制作
- 自主企画ライブ「お席亭さんシリーズ[7]」「渦」
- お笑いフリーペーパー「笑っていーもんかどーか」編集・発行（1993年～1997年）＊書き手としてサンキュータツオ・板倉克子（瀧浦ベアトリ名義）などを見出した[3]。
- 野毛でアコーディオンの流しをしていた遠峰あこを落語会の出演者としてスカウト、寄席芸人となるきっかけを作った。
- 毎日新聞・毎日新聞東京版コラム（1996年～2011年）＊大学落研時代の春風亭一之輔の高座を評価、当時のコラムに掲載している[8][9]。
- 「落語立川流家元秘蔵コレクション」リスト作成・整理責任者  ＊「談志人生全集 第２巻 絶好調」（講談社、1999年10月）に収録。
- まいまいクラブ（毎日新聞web)コラム「誘っていーもんかどーか」（2011年～2015年）
- NHK DVD BOX「昭和名人芸大全」(2002年）[6]「昭和達人芸大全」（2003年）各６巻 企画協力（監修：神津友好）
- 月刊シアターガイド コラム執筆
- 土曜ワイドラジオTOKYO  永六輔その新世界 「笑いの案内人」
- ぴあアプリ水先案内人（2018年～2020年）
- 芸術選奨・芸術選奨新人賞（大衆芸能部門）推薦委員（2010年～2011年）
- 駄句駄句会メンバー　俳号「寝ん猫」（ねんねこ）